# Landschaftsschutzgebiet FFH-Gebiet Alme- und Afteaue

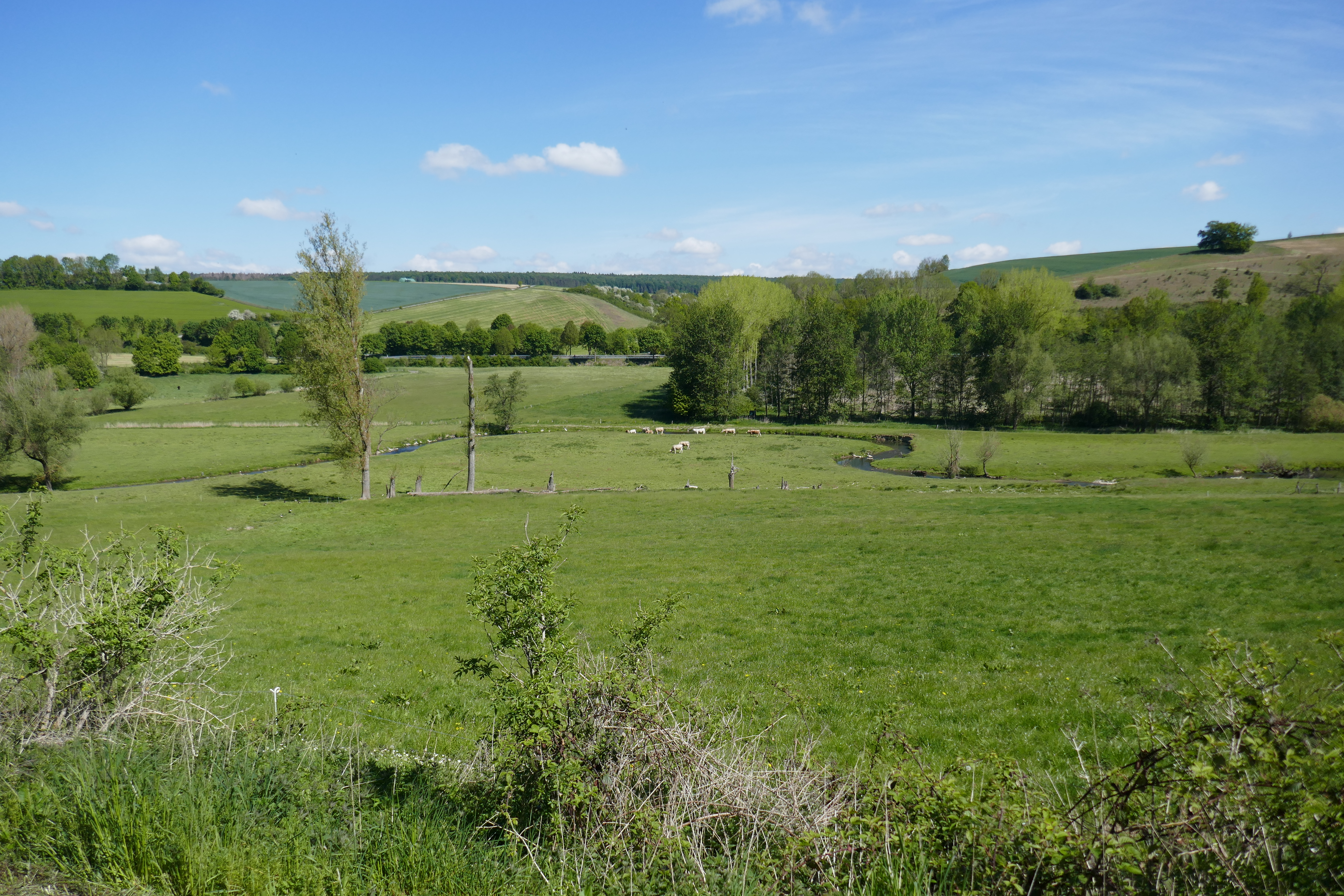
Landschaftsschutzgebiet FFH-Gebiet Alme und Afteaue bei Hegensdorf

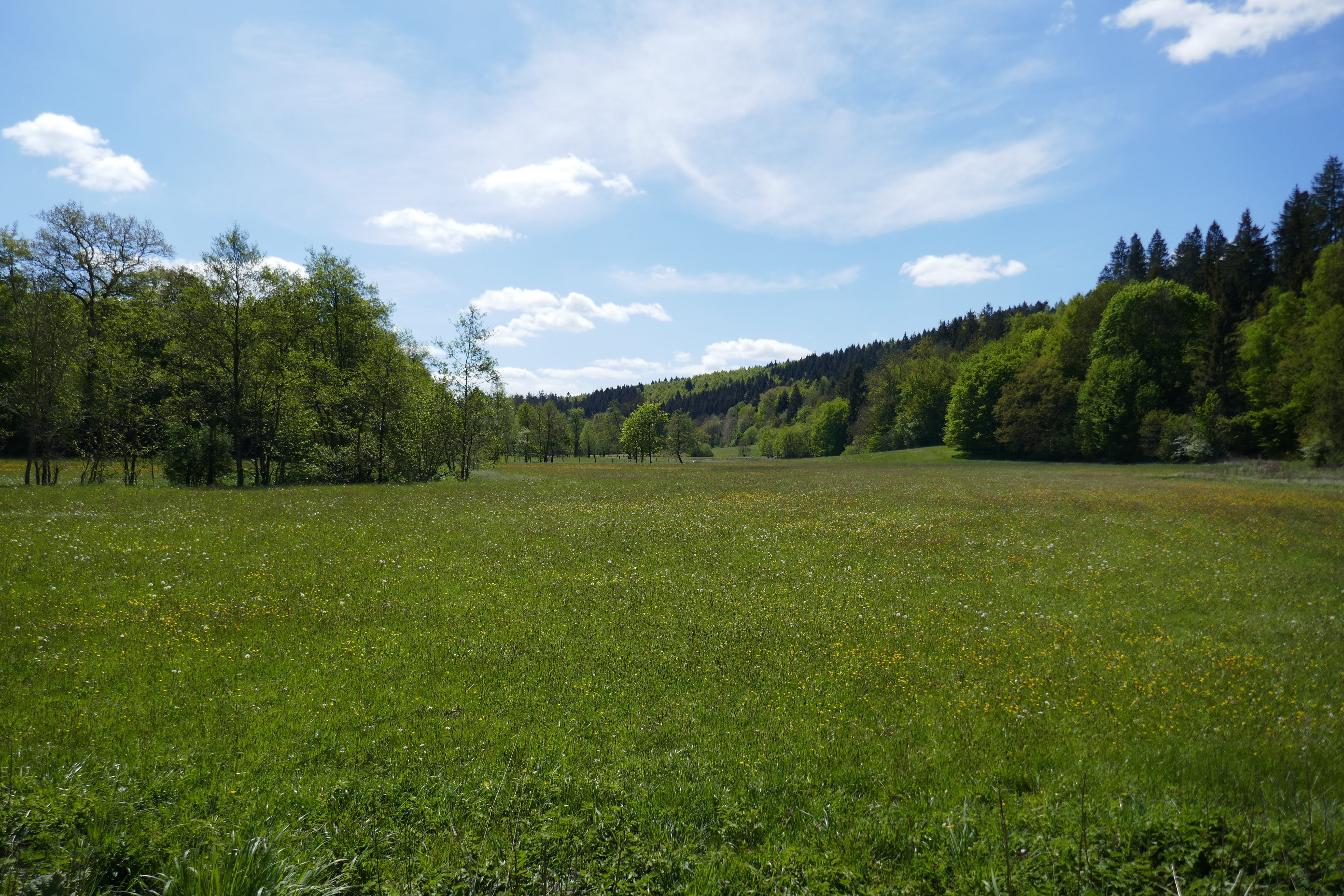
LSG bei Harth

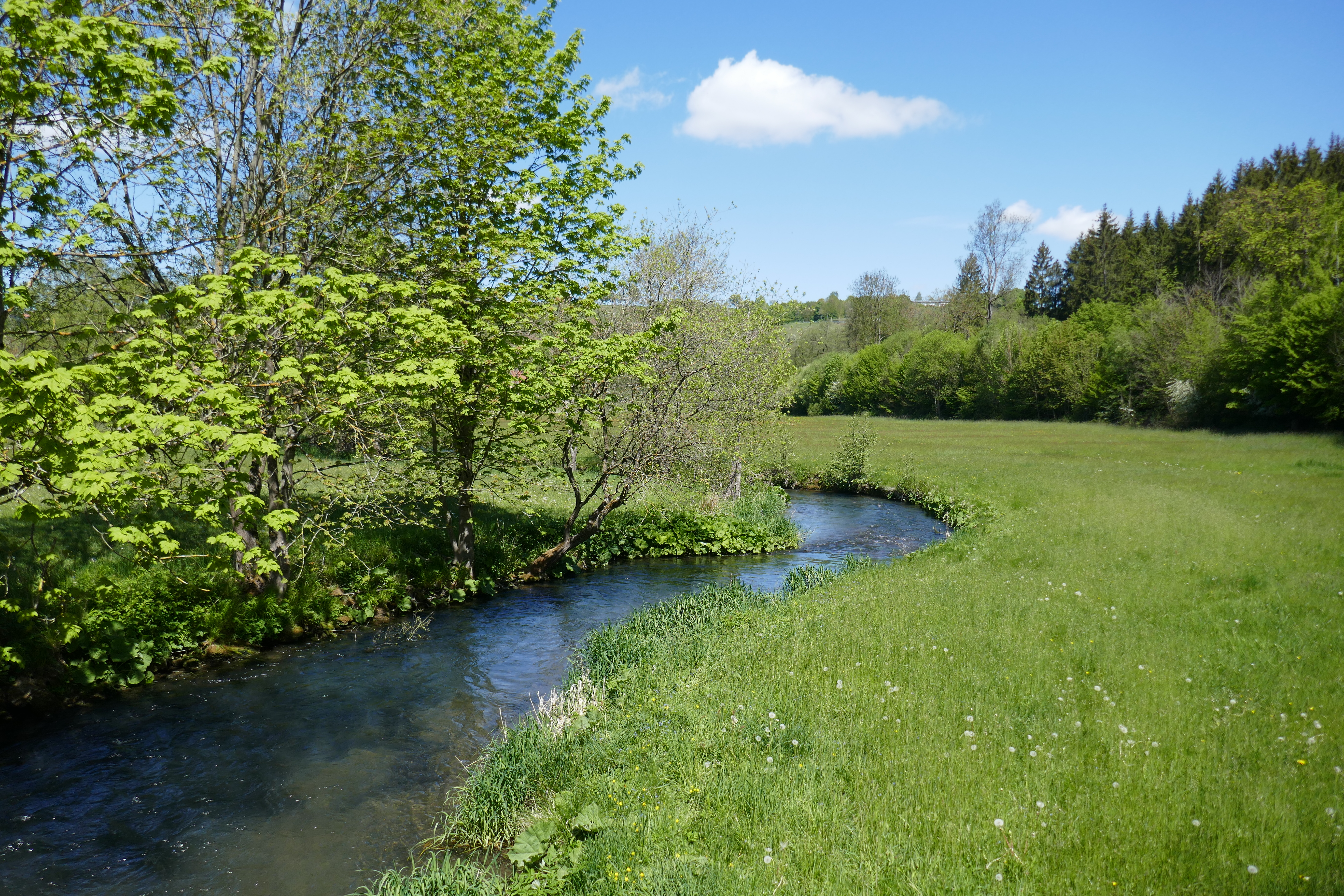
Alme bei Harth

Das Landschaftsschutzgebiet FFH-Gebiet Alme- und Afteaue mit 240,77 ha Flächengröße liegt im Stadtgebiet von Büren und Bad Wünnenberg im Kreis Paderborn. Das Landschaftsschutzgebiet (LSG) wurde 2007 vom Kreistag mit dem Landschaftsplan Büren-Wünnenberg ausgewiesen. Das Gebiet ist seit 2004 schon als FFH-Gebiet Wälder und Quellen des Almetals (DE 4517-301) im Bereich der Alme und FFH-Gebiet Afte (DE 4417-303) im Bereich der Afte geschützt.
Das LSG besteht aus drei Teilflächen, wobei im Dorf Ringelstein das LSG nur aus der Alme und einem getrennt laufenden Obergraben besteht. Das LSG grenzt teilweise direkt an andere Schutzgebiete an. Im Bereich der Flussaue der Alme grenzt südlich das Naturschutzgebiet Almetal (Büren) und nördlich Landschaftsschutzgebiet Alme- und Afteaue an. Östlich liegen im Almetal, nur von Landstraße L 637 getrennt, das NSG Leiberger Wald, Landschaftsschutzgebiet Seitentäler von Alme und Afte und das Landschaftsschutzgebiet Talhänge von Alme und Afte. Im Bereich der Afte grenzt das LSG mehrfach direkt an das Landschaftsschutzgebiet Alme- und Afteaue und das Landschaftsschutzgebiet Seitentäler von Alme und Afte. Siedlungsbereiche mehrerer Dörfer grenzen direkt an das Schutzgebiet.

## Beschreibung
Das LSG umfasst die Flüsse Alme und Afte mit ihren Auen sofern sie als FFH-Gebiet ausgewiesen wurden, aber kein Naturschutzgebiet (NSG) sind. Nicht als FFH-Gebiet und NSG ausgewiesene Bereiche der Aue von Alme und Afte im Landschaftsplangebiet liegen im Landschaftsschutzgebiet Alme- und Afteaue. Im LSG befinden sich die beiden Flüsse mit ihrer typischen Vegetation und Fauna, Grünland, darunter Feuchtgrünland, Hochstaudensäume, Ufergehölze, Baumreihen und zahlreiche weiteren Gehölzstrukturen. Das Grünland wird als Wiesen – und Weideflächen genutzt.
Das Gebiet dient auch den Schutz der FFH- oder Vogelschutzrichtlinienarten Groppe, Bachneunauge, Eisvogel und Schwarzstorch. Im Talraum der Alme zusätzlich auch dem Schutz von Neuntöter, Waldwasserläufer und Rotmilan.
Es gibt im LSG ein Umbruchverbot von Grünland, was normalerweise in Landschaftsschutzgebieten erlaubt ist. Auch Pflegeumbrüche und Nachsaaten im Grünland sind verboten.
Der Multhäupter Hammer, ein alter Schmiedehammer, liegt im Almetal am südlichen Rand des LSG.

## Besondere Naturschutzaktivitäten
Die NRW-Stiftung kaufte im LSG auf Antrag der Gemeinschaft für Naturschutz – im Bürener Land e. V. 50 ha Grünland an. Diese Wiesen wurden bis in die 1950er Jahre als Flößwiesen genutzt. Flößwiesen wurden zum Zweck der Düngung und besseren Wasserversorgung bewässert. Im LSG ist das Profil der Bewässerungsgräben ist an einigen Stellen noch erkennbar. Auch verrostete Sperrschieber, Schütt genannt, sind Zeugen der alten Kulturtechnik.
Zwischen Ringelstein und Siddinghausen führt der Wasserverband Obere Lippe umfangreiche Renaturierungen durch. Dabei werden u. a. Fluss-Mäander wieder angelegt. Der Fluss erhält so seine natürliche Dynamik in diesen Bereichen zurück.